# Büddenstedt
Büddenstedt is een voormalige gemeente in de Duitse deelstaat Nedersaksen. Büddenstedt maakte deel uit van het Landkreis Helmstedt. 
De gemeente bestond tot en met juni 2017 uit de dorpen Neu Büddenstedt, Hohnsleben, Offleben en Reinsdorf. Neu Büddenstedt is kort na de Tweede Wereldoorlog geheel nieuw gebouwd. Het oude dorp Büddenstedt moest tussen 1936 en 1947 wijken voor bruinkoolwinning in dagbouw.
Het gebied ligt 7 (Büddenstedt) tot 11 (Offleben) km ten zuiden van de stad Helmstedt.
Met ingang van 1 juli 2017 werd de gemeente Büddenstedt opgeheven en gevoegd bij de stad Helmstedt. Zie verder aldaar.

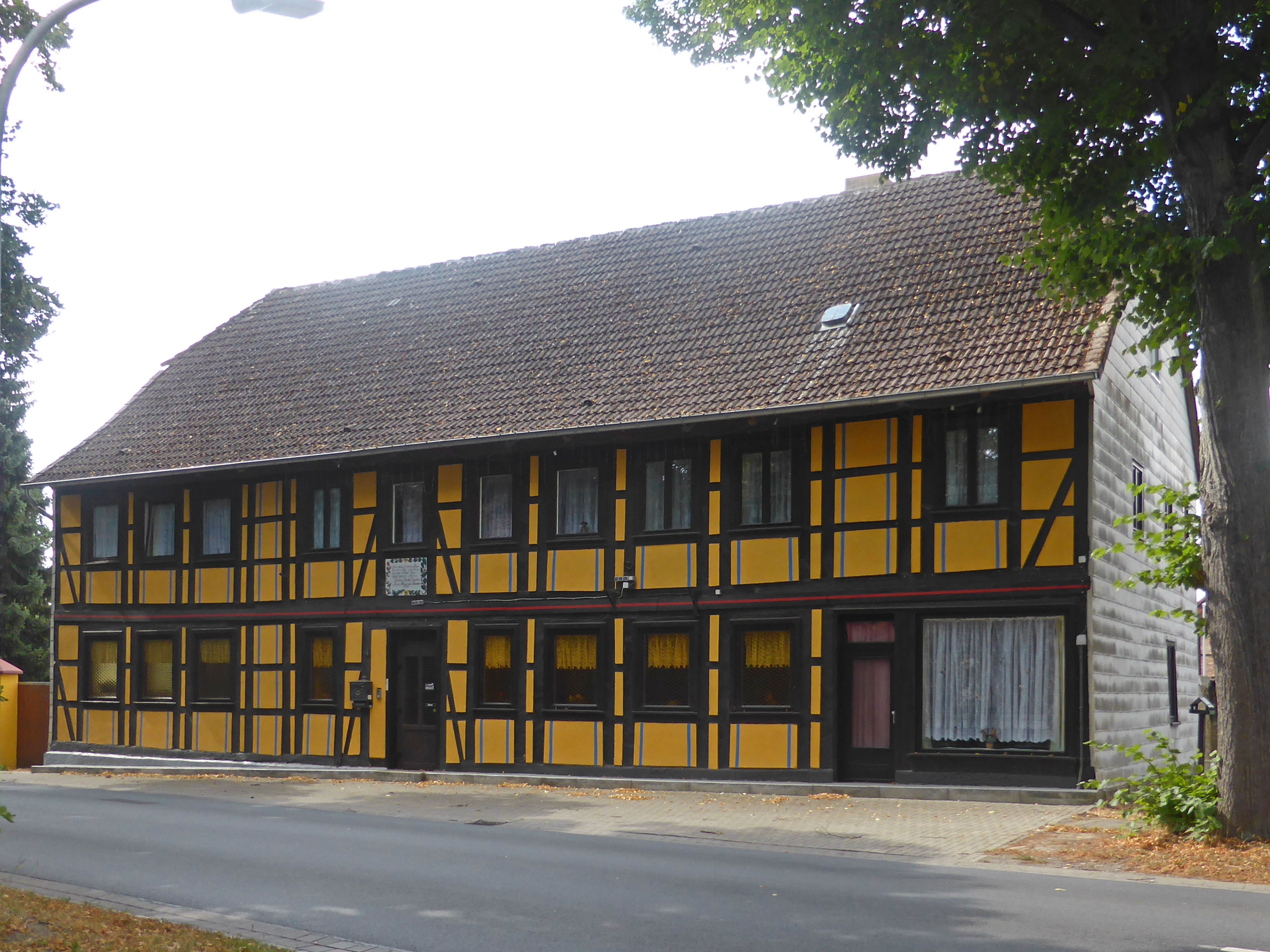
Voormalig hotel-restaurant te Hohnsleben
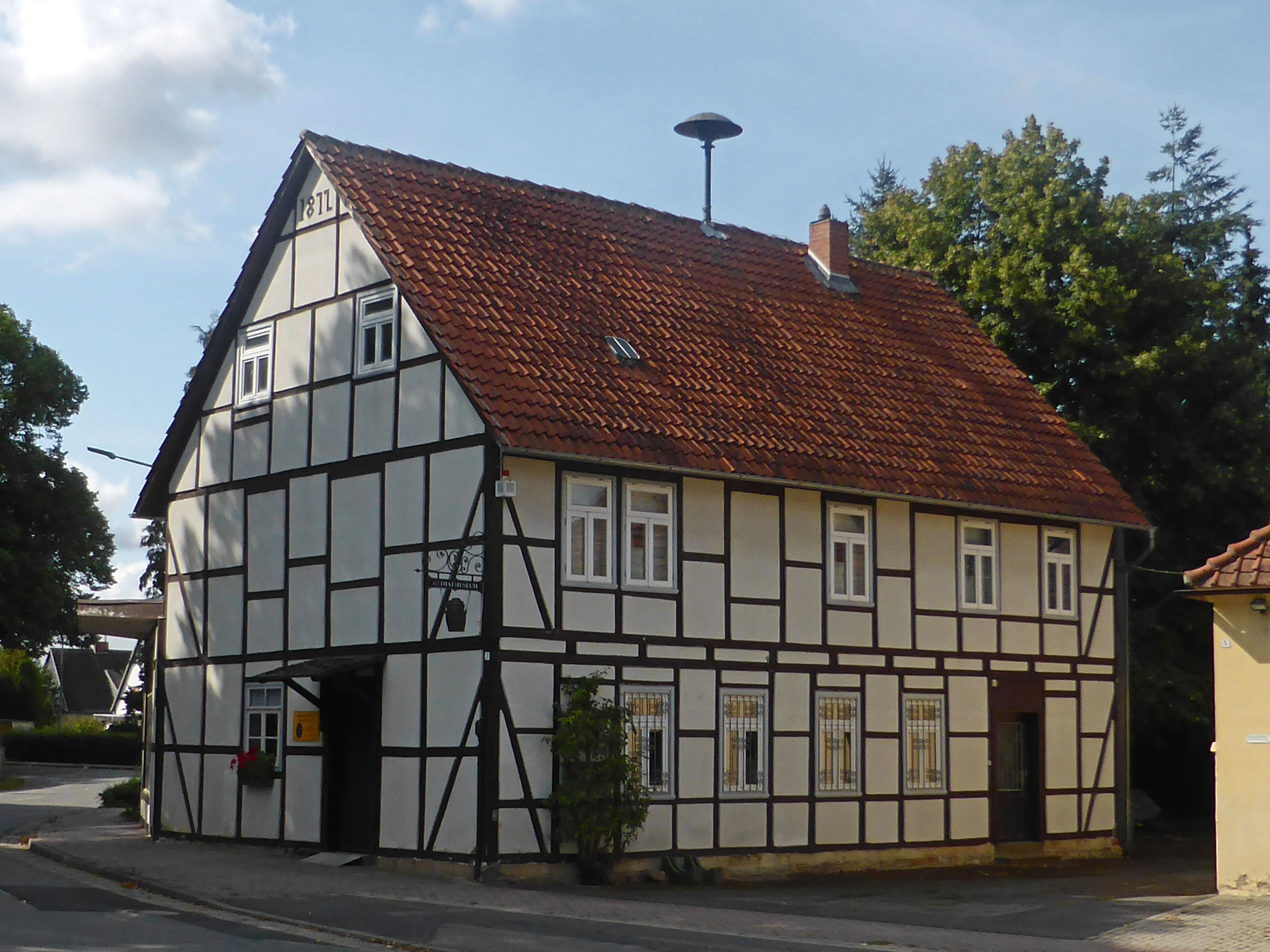
Vakwerkhuis te Reinsdorf, als dorpsmuseum in gebruik
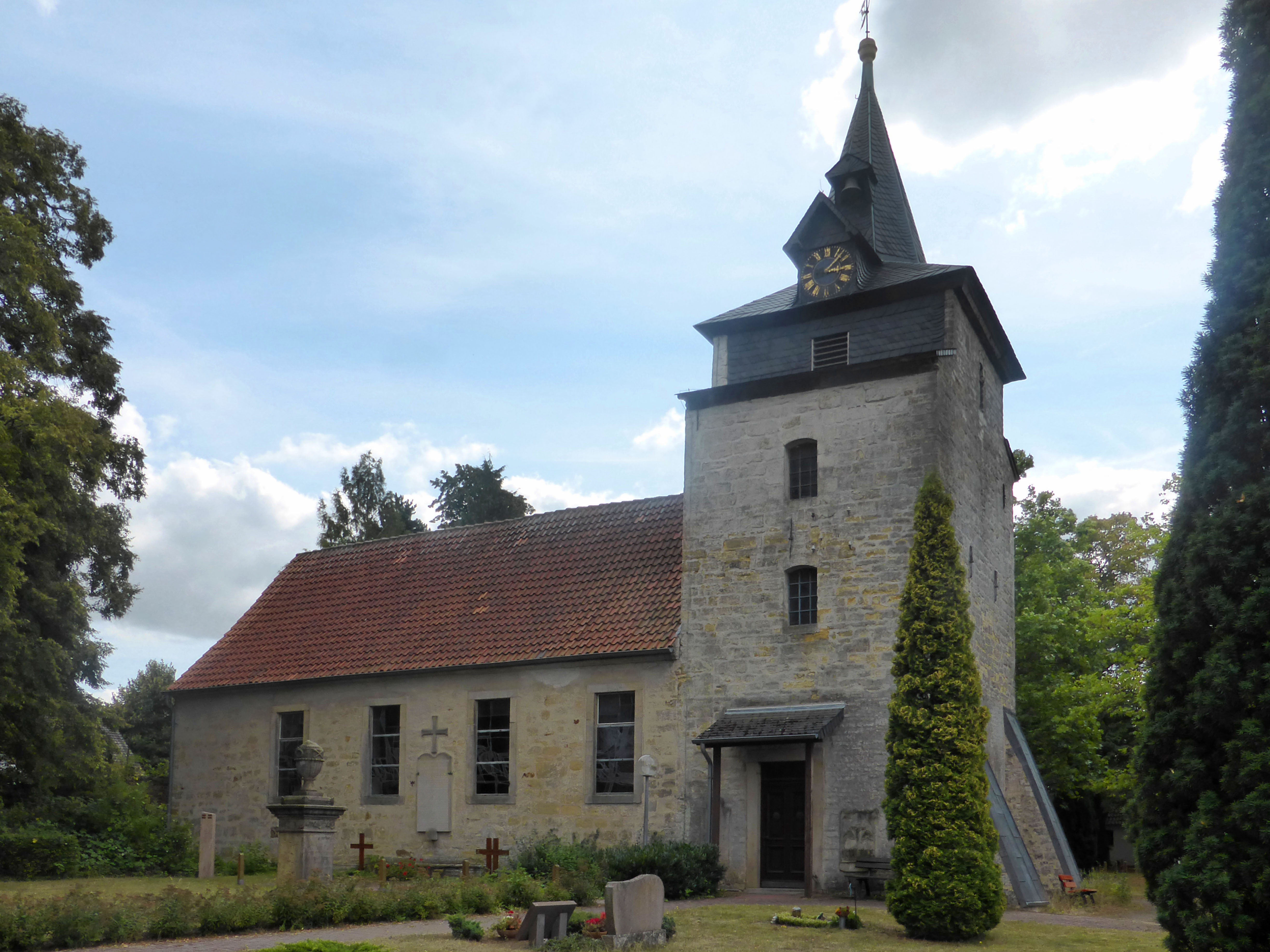
Evang.-lutherse kerk, Reinsdorf, gedeeltelijk 14e-eeuws
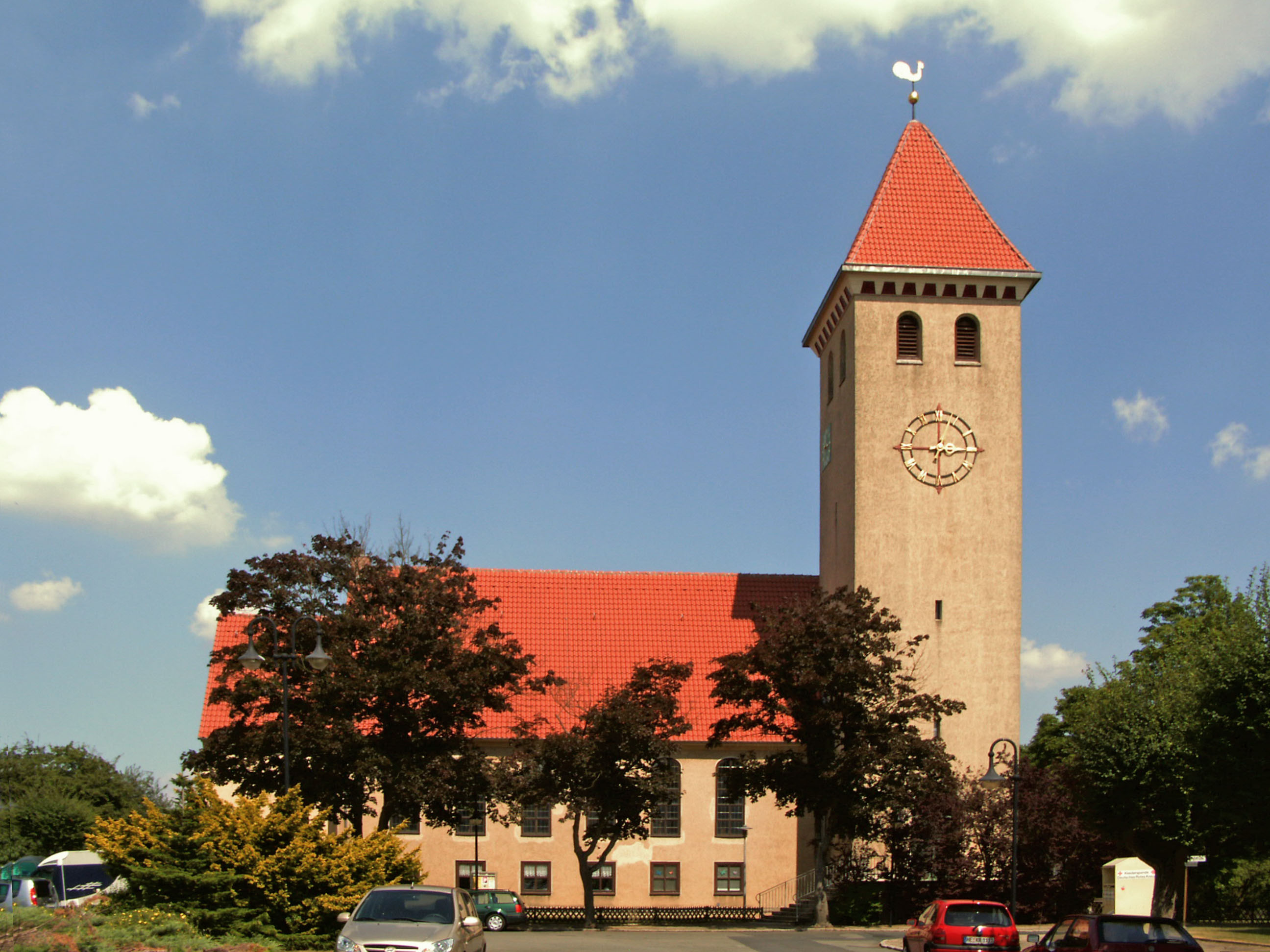
Evang.-lutherse kerk, Neu Büddenstedt (1955)

- Gemeinsame Normdatei: 4354789-8
- Virtual International Authority File: 240065819

Bahrdorf · 
Beierstedt · 
Büddenstedt · 
Danndorf · 
Frellstedt · 
Gevensleben · 
Grafhorst · 
Grasleben · 
Groß Twülpstedt · 
Helmstedt · 
Ingeleben · 
Jerxheim · 
Königslutter am Elm · 
Lehre · 
Mariental · 
Querenhorst · 
Räbke · 
Rennau · 
Schöningen · 
Söllingen · 
Süpplingen · 
Süpplingenburg · 
Twieflingen · 
Velpke · 
Warberg · 
Wolsdorf